# Sport à Avignon
Avignon est une ville de France impliquée dans de nombreuses disciplines sportives. Le doyen des clubs de la cité des Papes est le Sporting olympique avignonnais XIII fondé en 1916 en tant que club de rugby à XV avant de passer au rugby à XIII en 1944. Plusieurs clubs de la ville côtoient ou ont côtoyé l'Élite de leur sport, comme l'Athlétic Club Arles-Avignon et l'Avignon Football 84 en football, le Sporting olympique avignonnais XIII en rugby à XIII, l'ES Avignon en basket-ball ou l'Avignon Volley-Ball en volley-ball.

## Installations sportives

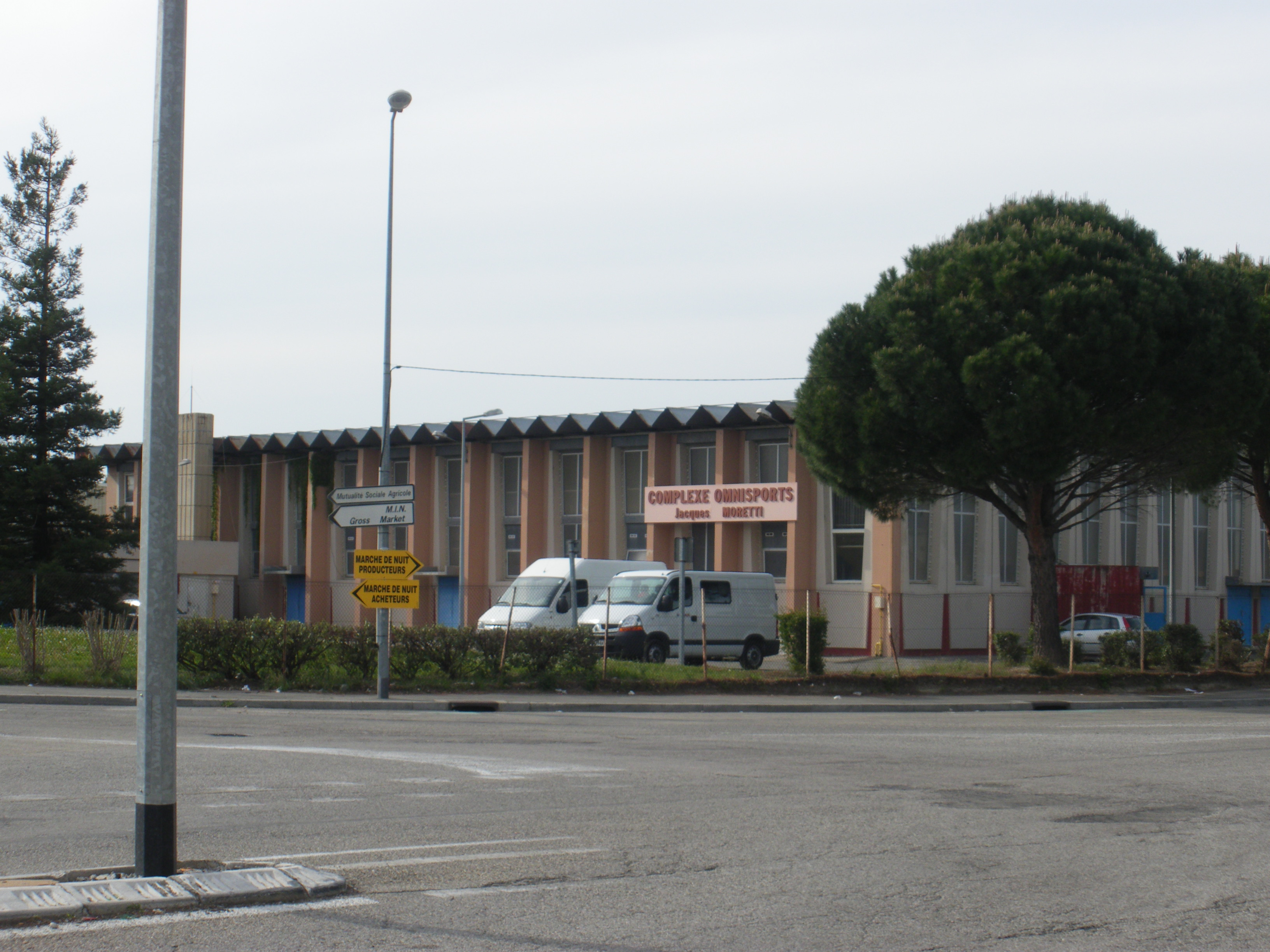
Cosec Moretti

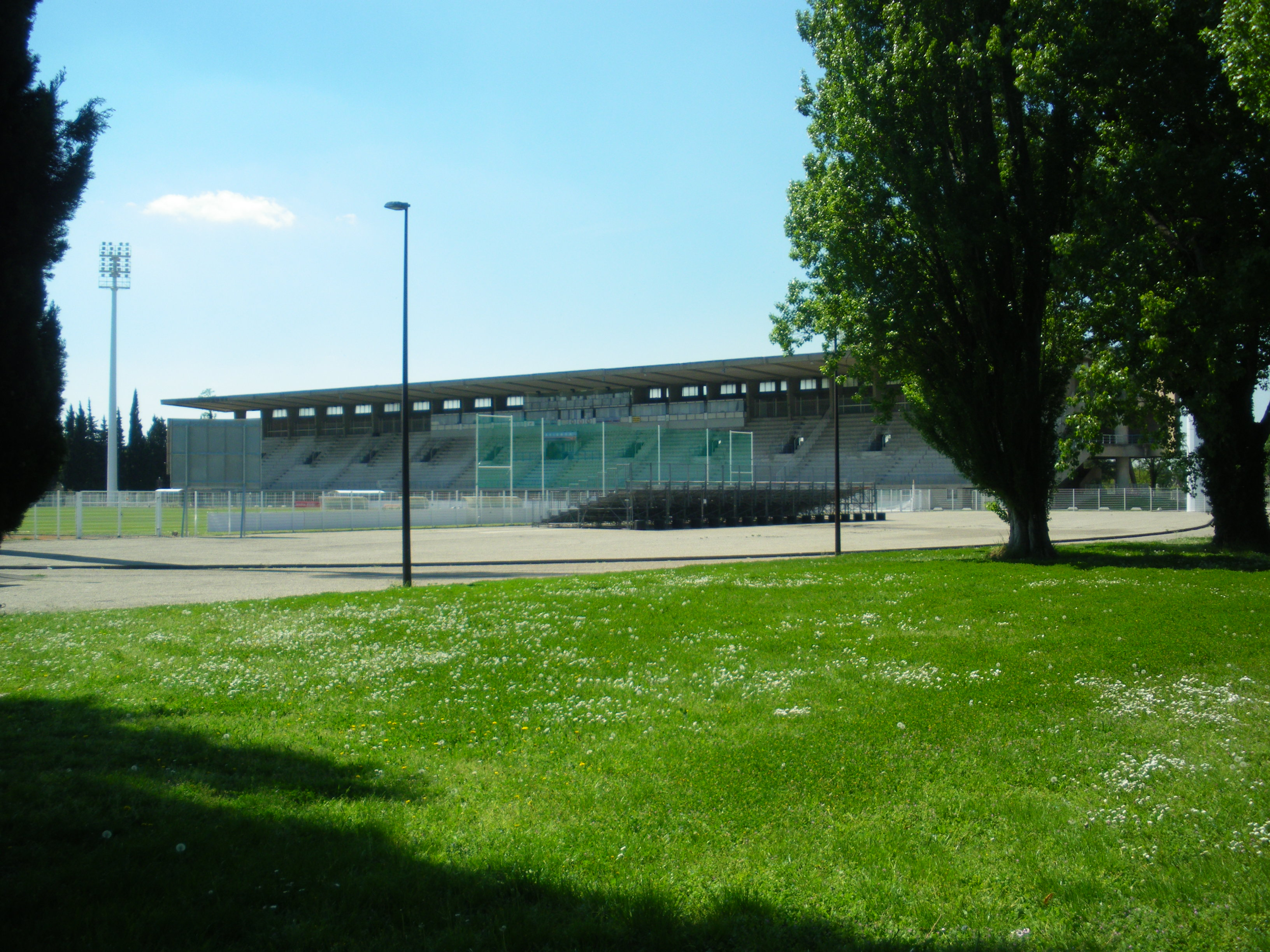
Parc des Sports

Comme toutes les villes d'une certaine importance, Avignon possède de nombreux équipements sportifs (plusieurs stades et piscines municipales, patinoire, bowling, golfs, dojos, etc.). Qu'elles soient publiques ou privées, d'accès libre ou règlementé, toutes ces installations permettent la pratique de nombreuses activités sportives. Les plus gros équipements sportifs de la ville sont le Parc des Sports, le Stade de Saint-Ruf, le Cosec Moretti, le Palais Omnisports Champfleury, Palais de la Glace, l'Hippodrome Roberty

### Gymnases
- Centre ville : Aubanel (multisport) et Bouquerie/Ortolans (gymnastique).
- Quartier est : Jean Brunet (badminton, multisport), André Gimard (handball, multisport), Cosec St-Chamand (tennis de table, haltérophilie, basket-ball, Gérard Philipe (gymnastique, multisport).
- Quartier sud : Barbière (basket-ball, multisport), Chevalier de Folard (badminton, multisport) et Roumanille (volley-ball, gymnastique, multisport).
- Quartier ouest : Dojo Champfleury(judo), Omnisports exposition (volley-ball, multisport), Salle d'armes (escrime),  Génicoud (gymnastique), Paul Giéra (escalade, multisport), Philippe de Girard (multisport) et Roland Scheppler (gymnastique).
- Montfavet : Martelle (gymnastique, judo, basket-ball, multisport)

### Stades
- Quartier est : Gorlier (football), Malpeigné (football) et le Parc des Sports (football, rugby, tennis, multisport)
- Quartier sud : Léon Dulcy (football) et Roumanille (handball, basket-ball, football
- Quartier ouest : Pierre Baizet (rugby, football) et Gillardeaux (athlétisme)
- Montfavet : Pierre Manen (football), Martelle (basket-ball, football, handball) et Souvine (basket-ball, football, tennis, rugby, parcours de santé)
- Barthelasse : Bagatelle : football

## Clubs sportifs

### Clubs professionnels et amateurs de niveau national

#### Football

##### Athlétic Club Arles-Avignon

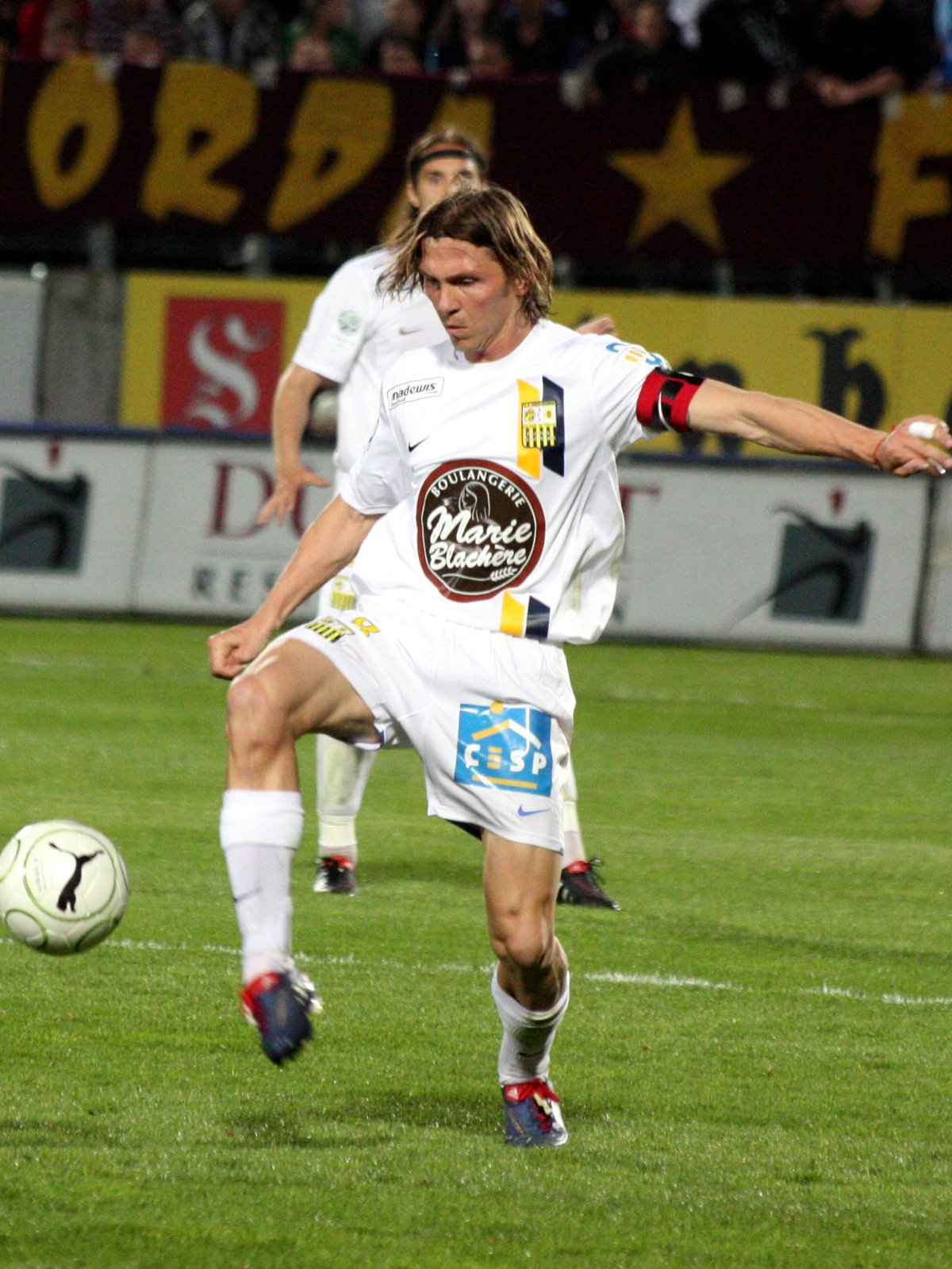
Sébastien Piocelle, capitaine de l'ACA en 2009

L'Athlétic Club Arles-Avignon, couramment abrégé en AC Arles-Avignon ou ACA a été fondé le 12 décembre 1912 sous le nom d'Athlétic Club Arlésien, il est issu de la fusion de trois clubs omnisports basés dans différents quartiers d'Arles, la Pédale Joyeuse, Arles Auto-Vélo et Arles Sports, créés quelques années auparavant. Le club est présidé depuis 2010 par Marcel Salerno, actionnaire du club depuis 2009. Les Lions, surnom attribué aux joueurs évoluant sous le maillot du club, sont entraînés depuis le 1er octobre 2010 par Faruk Hadžibegić et évoluent en deuxième division. En 2010/2011 ils montent pour la première fois dans l'élite, montée qui se soldera par une saison ratée où les Acéistes finissent derniers, ce qui les renvoie en L2.
L'ACA accède à la Division d'honneur de la Ligue du Sud-Est en 1933 et s'y maintient jusqu'à la guerre. En 1939 et pendant l'intégralité de la Seconde Guerre mondiale, le club est rebaptisé en « Athletic Club arlésien de guerre » à la suite d'une fusion entre le « Club ouvrier » et les « Sports cheminots ». Les « Lions » accèdent au CFA en 1954 sous la direction de l'entraîneur Louis Pons. En 1960, le club fusionne une nouvelle fois, avec la « Jeunesse sportive arlésienne » qui était entrainé par Honoré Autier, ancien joueur du FC Sète. Trois saisons de rang, Arles remporte la poule Ouest de DH, mais échoue en finale de promotion en CFA face aux vainqueurs de la poule Est. Il faut attendre 1965 pour revoir Arles en CFA où il se maintient cinq saisons en CFA. Repêché en 1970 pour prendre part au premier championnat de D2 open, l'ACA se maintient dans l'antichambre de l'élite pendant sept saisons, entre 1970 et 1979 (D3 de 1974 à 1976.
En 2006, après cinq saisons passées en CFA 2, le club se hisse en CFA en se plaçant 3e du groupe D juste derrière les réserves professionnelles de Gueugnon et Nîmes. En 2007, l'AC Arles gagne le match face au Gap FC (1-0) ce qui est synonyme de montée en National. Les Arlésiens termineront à la 1re place du groupe B avec 96 points en devançant Croix de Savoie 74.À l'issue de la saison 2008-2009 accède pour la huitième fois de son histoire en Ligue 2.
Le 16 juin 2009, l'Athlétic Club arlésien est rebaptisé « Athlétic Club Arles-Avignon » du fait que le club doit évoluer au Parc des Sports d'Avignon pour pouvoir jouer en Ligue 2.
Le 7 août 2009, l'AC Arles-Avignon dispute son premier match de Ligue 2 depuis la saison 1978-1979 face à Clermont et s'impose 2 buts à 1 au Stade Gabriel-Montpied. La saison 2009-2010 est exemplaire et le club monte pour la première fois de son histoire en Ligue 1. La montée en Ligue 1 est officialisé par la DNCG quelques semaines plus tard. Quelques semaines après le renvoi de Jean-Marc Conrad, Michel Estevan est confirmé à son poste après de longues tergiversations de la direction du club. Le club, ayant un budget limité, engage comme à son habitude des joueurs « revanchards » tels que Camel Meriem, Elamin Erbate, Alvaro Perez Mejia, Yann Kermorgant, deux champions d'Europe grecs, Angelos Basinas et Angelos Charisteas et l'espoir montpelliérain Rémy Cabella. À la suite de la démission de Robert Duverne, alors entraîneur-adjoint, Michel Estevan est finalement démis de ses fonctions en raison de nombreux différends avec le président, Marcel Salerno. Le 1er octobre 2010, Faruk Hadžibegić est nommé entraîneur. Mais à la fin de la saison le club est bon dernier et est rétrogradé pour disputer le Ligue 2 pour la saison 2011-2012.

##### Avignon Football 84

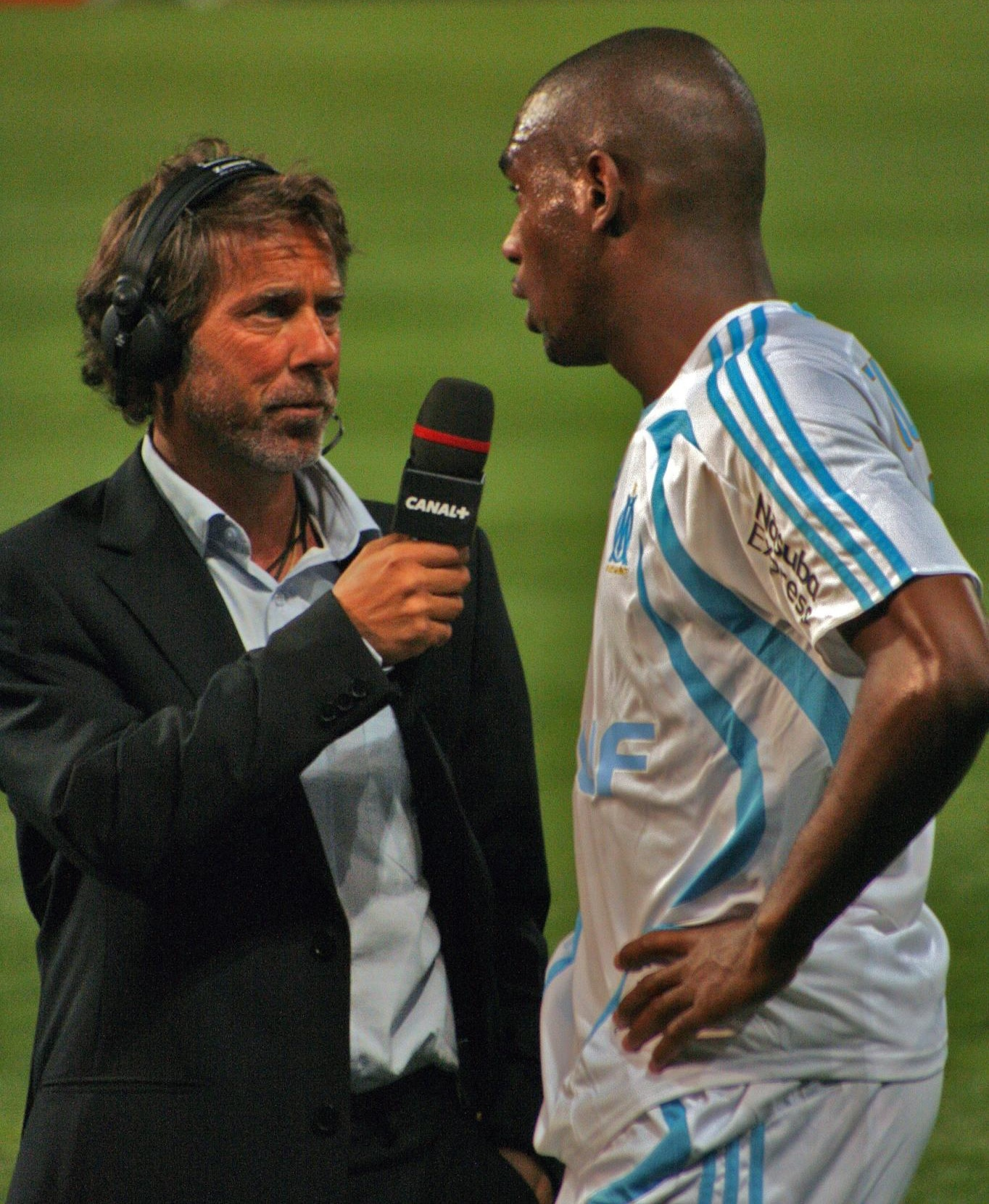
Laurent Paganelli joueur à l'Olympique avignonnais de 1989 à 1991 (ici en 2007)

Le club accède au statut professionnel dès 1942 et le conserve jusqu'en 1948. Le club est rebaptisé « Olympique Avignonnais » après une fusion avec le club du quartier de Saint-Jean. L'OA rejoint alors les clubs professionnels en 1965. 
Avignon accède en Division 1 au printemps 1975. La saison 1975-1976 est catastrophique : 20e et dernier avec 38 matches joués, pour 20 points, 7 victoires, 6 nuls, 23 défaites, 30 buts marqués et 80 buts encaissés. Rétrogradé en D2 en 1976, le club se retrouve en difficulté financière grave en 1981 et doit abandonner son statut professionnel. 
Malgré un court passage en Division 4 (1983-1984), le club refait surface et retrouve la D2 de 1989 à 1991. Cette embellie ne dure pas, et après de gros problèmes financiers, le club est de nouveau relégué par la DNCG. Sa longue descente aux enfers commence alors. Il se retrouve en Division d'Honneur en 1994, puis tombe en PHB de District à la fin des années 1990, flirtant même avec la descente en 1re division de District, ne devant son salut qu'à la fusion entre les clubs de Sénas et Orgon libérant une place en Promotion d'Honneur B, pour se maintenir à ce niveau. Le club est rebaptisé « Sporting Club Olympique avignonnais » en 1992 à la suite de la fusion avec le Sporting Club avignonnais mais en 1996 le SCO Avignon dépose le bilan, le club est rebaptisé Football Club Avignon.  En 2003, le club adopte le nom d'« Avignon Foot 84 » à la suite de la fusion avec le club de jeunes de la MJC Avignon, un des meilleurs clubs amateurs français dans les catégories de jeunes, qui a vu passer dans ses rangs de nombreux joueurs professionnels.
En 2009, Avignon Football 84 est fortement concurrencé par l'Athlétic Club Arles-Avignon le soutien de la mairie d'Avignon y est moins fort. Le club se trouve plongé dans une nouvelle crise financière et sportive (dernier de DH). Le 11 mai 2010, le quotidien La Provence annonce le prochain dépôt de bilan du club qui a une dette de 358 000€  et repart au niveau PHA du District Rhône-Durance, c'est-à-dire le niveau de l'équipe réserve. À la suite également de la montée de l'AC Arles-Avignon en Ligue 1, le club d'Avignon Foot 84 doit abandonner le Parc des Sports pour jouer ses matchs à domicile dans le stade synthétique Léon-Dulcy, l'antre des anciennes équipes de jeunes de la MJC Avignon. C'est également dans ce stade (qui s'appelait Stade des Rotondes) qu'évoluait l'Olympique avignonnais avant sa montée en Division 1 et la construction du Parc des Sports en 1975. 
Le 22 juin 2010, le dépôt de bilan est entériné par le tribunal. Le club est radié quelques semaines plus tard. L'Avenir Club avignonnais prend alors le relais.

#### Rugby à XIII
Le Sporting olympique avignonnais XIII est le club semi-professionnel de rugby à XIII de la ville d'Avignon. C'est de doyen des clubs sportifs avignonais : il a été créé en 1916. Il évolue pour la saison 2011-2012 en Championnat de France Élite 1.
Le club a remporté quatre coupes de France en 1955, 1956, 1982 et 1986 et participé à quatre finales en 1947, 1958, 1959 et 1998.
Le club a participé et perdu la finale du championnat de France de première division nationale en 1957. L'équipe junior du SOA évolue également dans le championnat élite 2011-2012. L'ensemble des équipes évolue au stade de Saint-Ruf.
Avignon a son joueur clé pour le rugby à XIII : Tony Gigot.

#### Basket-ball
L'ES Avignon (basket-ball) a évolué pendant douze saisons en Nationale 1 et Nationale 1 A (de 1977 à 1979, et de 1980 à 1990). Son meilleur classement est une sixième place lors de la saison 1980-1981. Le club a aussi participé à la Coupe Korac (coupe d'Europe). Le club a déposé le bilan et a disparu au tout début des années 1990. L'Union sportive Avignon-Le Pontet évolue en Nationale 2 (4e division) avant de fusionner avec Sorgues Basket Club en juin 2014 pour devenir l'Union Grand Avignon-Sorgues.

#### Rugby à XV
L'autre club de rugby (rugby à XV) de la ville est l'Union sportive Avignon Le Pontet Vaucluse (USAP 84) qui évolue en 2011-2012 en Fédérale 2 (4e division). Un autre club de rugby (disparu depuis) s'est autrefois fait remarquer : l'Entente Sportive Avignon Saint-Saturnin avec un quart de finale de championnat de France de première division en 1975.

#### Volley-Ball
Avignon Volley-Ball évolue en Ligue B en 2011-2012. Le club a longtemps fait l'ascenseur entre la première et la deuxième division nationale. Il a participé à la Coupe de la CEV (coupe d'Europe) en 1996-1997 et a également été champion de France Pro B en 1999 ,2000 et 2012.

#### Hockey sur glace

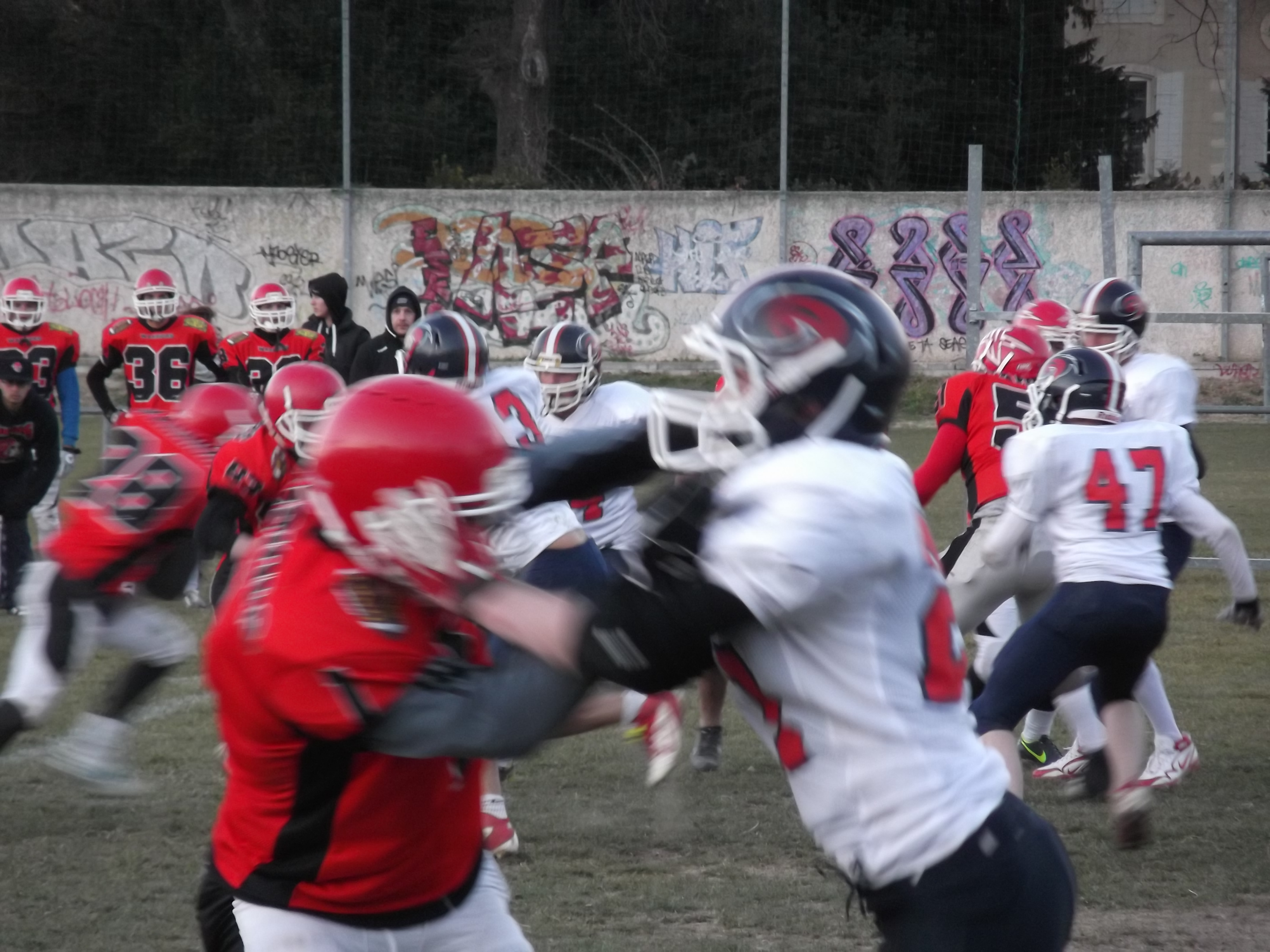
Warriors Avignon (football américain), les cadets (U17), en rouge.

L'Olympique Hockey Club d'Avignon (club de hockey sur glace) jouait en Division 1 (2e division) quand le tribunal d'Avignon a prononcé sa liquidation judiciaire. Le club a été champion de France de Division 2 en 2003 et a fini quatrième en 2005-2006 (meilleur classement). Finalement le club (les nouveaux castors d'Avignon obtient son affiliation à la fédération française de hockey le 13 septembre 2011 et repart en division 4. 

#### Football américain
Les Warriors d'Avignon (football américain) ayant évolué  en Division 2 (le Casque d'or), saison 2012-2013, deviennent les South Fighters.

#### Aviron

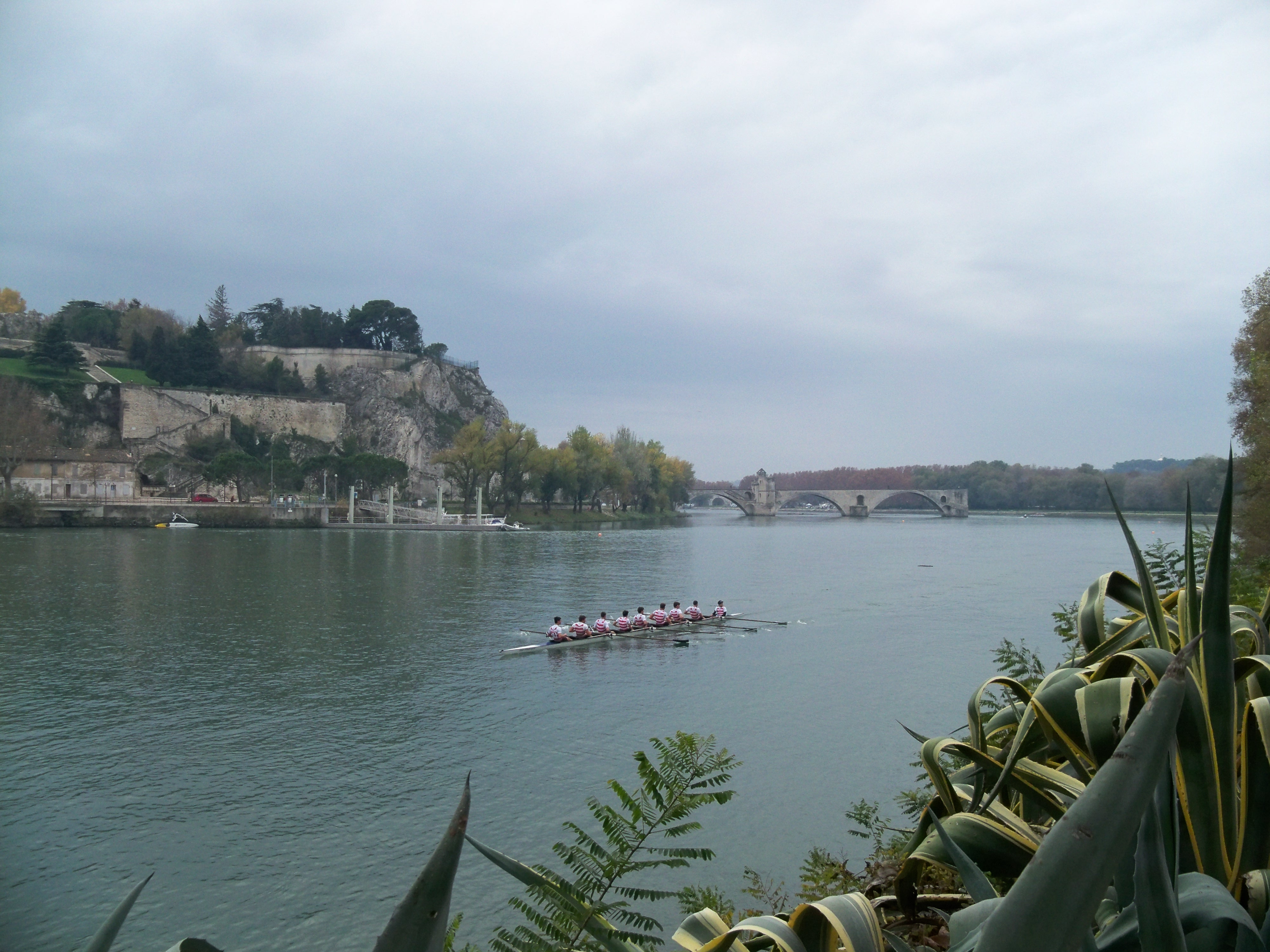
Aviron à Avignon

Les bords du Rhône accueillent la Société nautique d'Avignon, dont un membre (Jérémie Azou) est qualifié aux jeux olympiques de Londres.

## Tableau d'honneur du sport avignonnais

### Individuels

#### Jean Alesi

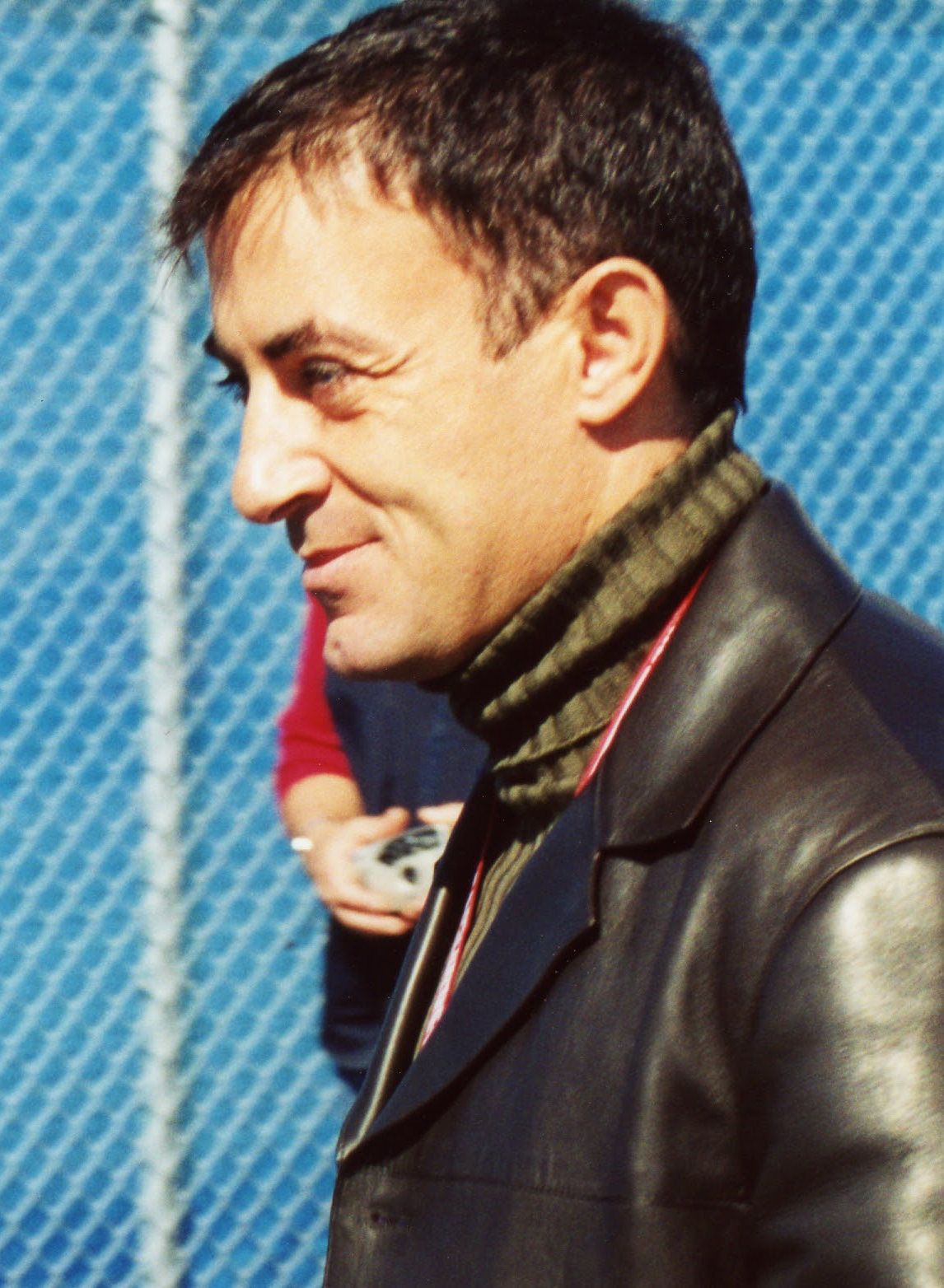
Jean Alesi « l'Avignonnais ».

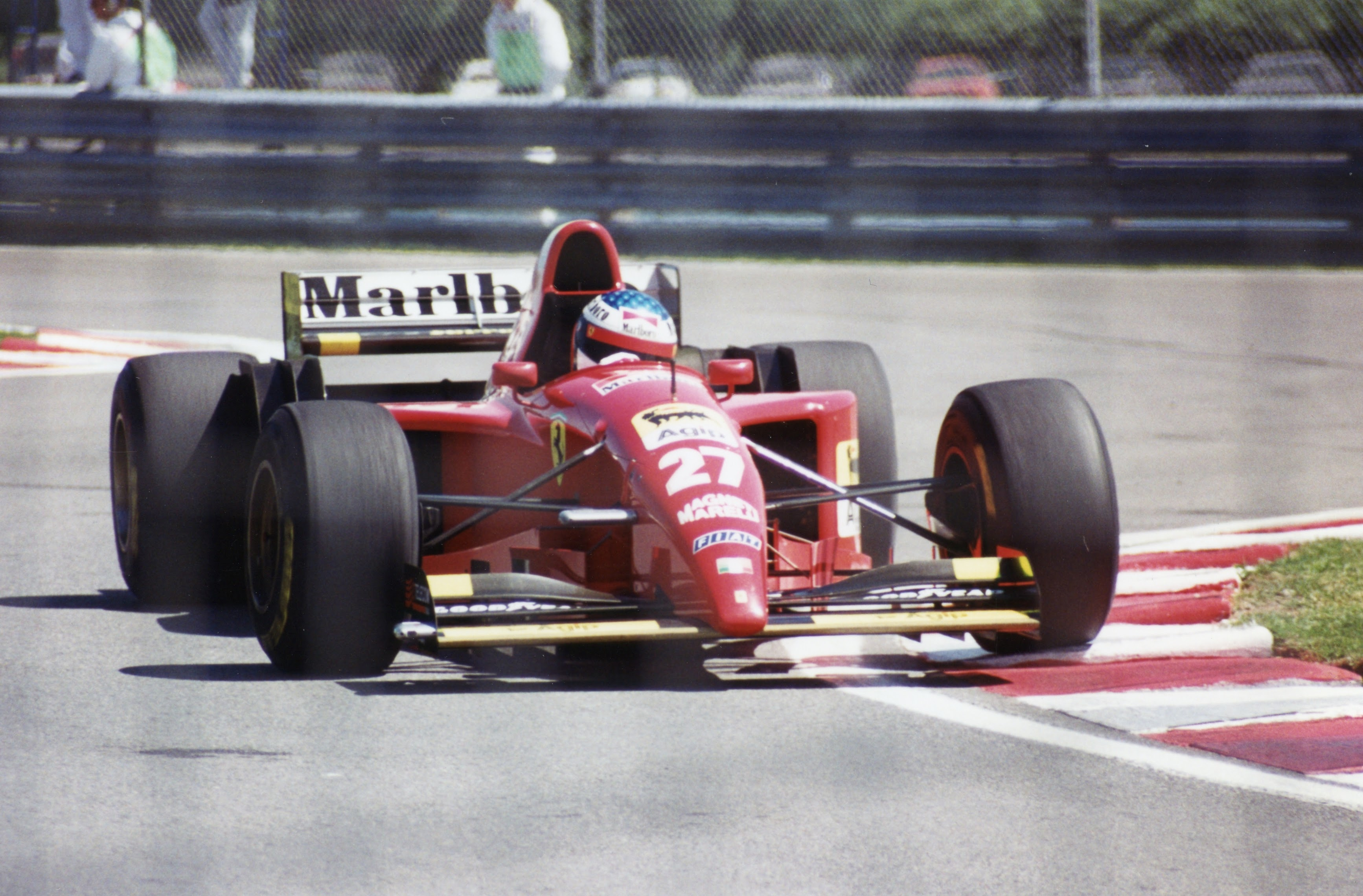
Jean Alesi au Grand Prix du Canada 1995

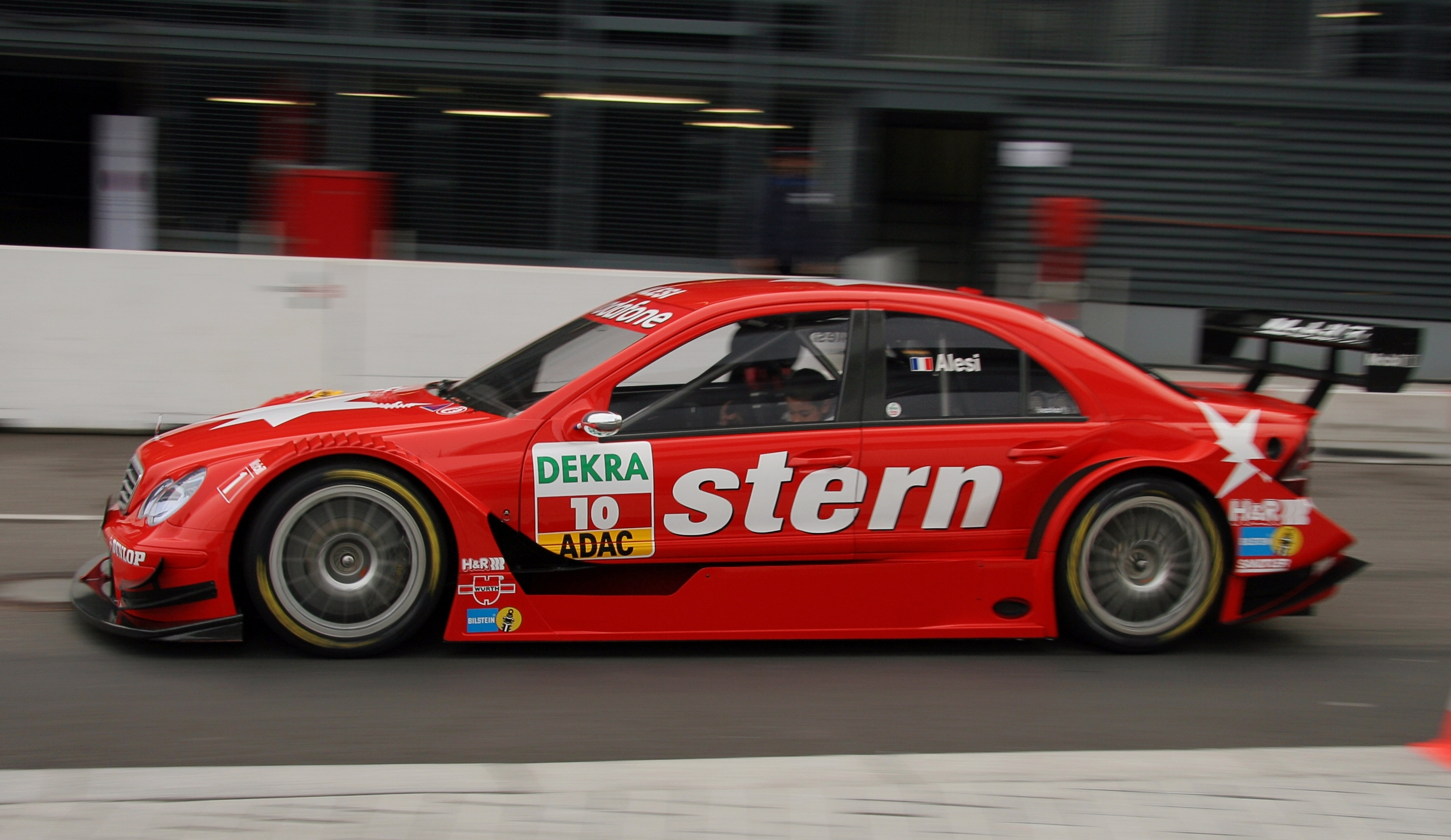
Jean Alesi (DTM, 2006)

Jean Alesi, né Giovanni Alesi le 11 juin 1964 à Avignon, est un pilote de course français d'origine sicilienne. Il a notamment participé durant 12 saisons au Championnat du monde de Formule 1, remportant 1 victoire et 32 podiums.
Le 11 juin 1995 (pour ses 31 ans) au Grand Prix du Canada, les soucis mécaniques de Michael Schumacher lui permettant de signer son unique victoire en Formule 1.
À partir de 2002, Alesi participe en effet au DTM avec Mercedes et signe plusieurs victoires.
Il annonce en février 2007 sa participation à un tout nouveau championnat, les Speedcar Series. Se déroulant en Asie et au Moyen-Orient, cette compétition met aux prises des stock cars inspirées de la NASCAR. Lors de la première saison Speedcar, Alesi se montre comme l'un des pilotes les plus véloces. Il remporte deux courses et frôle le titre. Pour la seconde saison, il décroche de nouveau deux victoires mais des déboires mécaniques l'écartent une nouvelle fois de la course au titre. La série Speedcar n'est finalement pas reconduite pour une troisième saison.
Le 23 septembre 2011 à l'occasion du Grand Prix de Singapour de Formule 1, il annonce sa participation aux 500 miles d'Indianapolis en 2012 avec Lotus Cars dans le championnat IndyCar Series.
Il est sur les circuits depuis près de trente ans. En 1981 et 1982 championnat de France de Karting, 1983 : Coupe Renault 5 Alpine Turbo France, 1984 et 1985  : Formule Renault, 1986 et 1987 : Formule 3 (Vice-Champion 1986 et Champion 1987), 1988 Formule 3000 avec Oreca, 1989 : Formule 3000 avec Jordan (Champion) 1989 et 1990 : Formule 1 avec Tyrrell-Cosworth, 1991 à 1995 : Formule 1 avec Ferrari, 1996 et 1997 : Formule 1 avec Benetton-Renault, 1998 et 1999 Formule 1 avec Sauber-Petronas, 2000 et 2001 : Formule 1 avec Prost-Peugeot, 2002 à 2006 : DTM avec Mercedes (5 victoires), 2008 et 2009 : Speedcar Series (5 victoires)

## Évènements sportifs avignonnais

### Exceptionnel

#### Tour de France
Avignon a été ville étape du Tour de France à cinq reprises entre 1951 et 1987. 
| Année | Etapes                                         | Vainqueurs (équipe)                      | Leader (équipe)                 |
| 1951  | Montpellier - Avignon (17e étape - 224 km)     | Louison Bobet (FRA) (France)             | Hugo Koblet (SUI) (Suisse)      |
| 1952  | Aix-en-Provence - Avignon (14e étape - 178 km) | Jean Robic (FRA) (France)                | Fausto Coppi (ITA) (Italie)     |
| 1955  | Marseille - Avignon (11e étape - 198 km)       | Louison Bobet (FRA) (France)             | Antonin Rolland (FRA) (France)  |
| 1960  | Millau - Avignon (14e étape - 217 km)          | Martin Van Geneugden (BEL) (Belgique)    | Gastone Nencini (ITA) (Italie)  |
| 1987  | Millau - Avignon (17e étape - 239 km)          | Jean-Paul van Poppel (NED) (SUPERCONFEX) | Charly Mottet (FRA) (SYSTEME U) |

La ville é été également deux fois ville de départ :
- 1974 : 13e étape Avignon-Montpellier 126 km) à la suite de la 12e étape Savines-le-Lac-Orange[25].
- 2000 : 13e étape Avignon - Draguignan 185,5 km) à la suite de la 12e étape Carpentras - Mont Ventoux[26].

## Autres sportifs célèbres nés ou liés à Avignon

### Naissance à Avignon

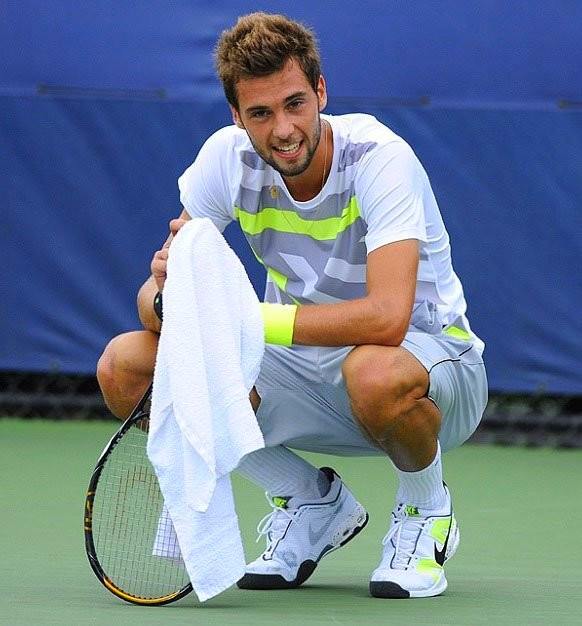
Benoît Paire en 2010 (US Open).

- Patrick Cubaynes (°1960 - ) - Footballeur
- Éric Di Meco (°1963 - ) - Footballeur international
- Éric Garcin (°1965 - ) - Footballeur et entraîneur
- Patrick Collot (°1967 - ) - Footballeur
- André Biancarelli (° 1970) - Footballeur et entraîneur
- Rémi Rippert (°1971 - ) - Basketteur
- Nicolas Marx (°1974 - ) - Footballeur
- Bruno Savry (°1974 - ) - Footballeur
- Samy Schiavo (°1975 - ) - Lutteur en catégorie combat libre
- Boris Chambon (°1975 - ) - Pilote de Supermotard
- Cédric Mouret (°1978 - ) - Footballeur
- Boumedienne Allam (°1979 - ) - Rugbyman international
- Cédric Carrasso (°1981 - ) - Footballeur (Gardien des Girondins de Bordeaux)
- Jérôme Pérez (°1982 - ) - Footballeur
- Camille Ayglon (°1985 - ) - Handballeuse internationale (Arrière Droite de l'Équipe de France et du HBC Nîmes)
- Jonathan Lacourt (°1986 - ) - Footballeur ( Milieu de terrain de Valenciennes FC)
- Johann Carrasso (°1988 - ) - Footballeur (Gardien du Montpellier Hérault Sport Club)
- Jérémie Azou (°1989 - ) - Rameur
- Benoît Paire (°1989 - ) - Tennisman
- Younès Belhanda (°1990) - Footballeur ( Milieu Offensif du Montpellier Hérault Sport Club)
- Tony Gigot (°1990) - Joueur de rugby à XIII ( Demi d'ouverture chez les Dragons Catalans)

## À voir aussi